# 沖縄財界四天王
沖縄財界四天王（おきなわざいかいしてんのう）は、太平洋戦争後の沖縄財界における4人の有力実業家の総称。

## 四天王
| 氏名       | 出生年 | 死亡年 | 財界役職                 | 自社役職                 |
| ---------- | ------ | ------ | ------------------------ | ------------------------ |
| 大城鎌吉   | 1897年 | 1992年 |                          | 南西航空会長、大城組社長 |
| 国場幸太郎 | 1900年 | 1988年 | 沖縄県商工会議所連合会長 | 国場組社長               |
| 宮城仁四郎 | 1902年 | 1997年 |                          | 大東糖業社長             |
| 具志堅宗精 | 1896年 | 1979年 |                          | オリオンビール社長       |

## 概略
オリオンビール副社長を務めた比嘉良雄によれば、この4人は、終戦直後に40代という働き盛りを迎えた共通の世代であり、「職場から墓場へ」と言われるほど生涯にわたり働いたという。そして、1.闘魂がある、2.厳しい少年時代に耐えた、3.地縁に恵まれている、4.よく働いてくれる部下が多いという共通点があると指摘している。